# Cherryland
Cherryland és una concentració de població designada pel cens dels Estats Units a l'estat de Califòrnia. Segons el cens del 2000 tenia 13.837 habitants.

## Demografia
Segons el cens del 2000, Cherryland tenia 13.837 habitants, 4.658 habitatges, i 3.018 famílies. La densitat de població era de 4.566,2 habitants/km².
Dels 4.658 habitatges en un 37,2% hi vivien nens de menys de 18 anys, en un 41% hi vivien parelles casades, en un 16% dones solteres, i en un 35,2% no eren unitats familiars. En el 25,9% dels habitatges hi vivien persones soles el 7,6% de les quals corresponia a persones de 65 anys o més que vivien soles. El nombre mitjà de persones vivint en cada habitatge era de 2,87 i el nombre mitjà de persones que vivien en cada família era de 3,46.
Per edats la població es repartia de la següent manera: un 27% tenia menys de 18 anys, un 10,4% entre 18 i 24, un 35,6% entre 25 i 44, un 17,5% de 45 a 60 i un 9,5% 65 anys o més.
L'edat mediana era de 32 anys. Per cada 100 dones de 18 o més anys hi havia 101 homes.
La renda mediana per habitatge era de 42.880 $ i la renda mediana per família de 44.319 $. Els homes tenien una renda mediana de 34.830 $ mentre que les dones 29.724 $. La renda per capita de la població era de 16.929 $. Entorn del 9% de les famílies i el 12,3% de la població estaven per davall del llindar de pobresa.

## Poblacions properes
El següent diagrama mostra les poblacions més properes.